# 第8施設大隊
第8施設大隊（だいはちしせつだいたい、JGSDF 8th Engineer Battalion(Combat)）は、陸上自衛隊川内駐屯地（鹿児島県薩摩川内市）に駐屯する第8師団隷下の施設科部隊である。

## 概要
大隊長は2等陸佐が充てられ川内駐屯地司令を兼ね、大隊本部、本部管理中隊、3個施設中隊で編成され、第8師団隷下部隊に対する施設作業を担任する。第8施設大隊長は、第8師団司令部の施設課長を兼務する。

## 沿革
第8混成団第8施設大隊
- 1956年（昭和31年）1月25日：第8混成団第8施設大隊として竹松駐屯地において編成完結[1]。
- 1957年（昭和32年）3月26日：第8施設大隊が竹松駐屯地から北熊本駐屯地に移駐。

第8師団第8施設大隊
- 1962年（昭和37年）8月15日：第8混成団の第8師団への改編により、第3施設中隊を新編。
- 1981年（昭和56年）3月25日：第8師団の甲師団化により、第4施設中隊を新編。
- 1985年（昭和60年）3月25日：第8施設大隊が北熊本駐屯地から川内駐屯地に移駐[2]。

- 1991年（平成03年）8月：特定第4施設中隊を新編。
- 2005年（平成17年）3月28日：後方支援体制変換に伴い、整備部門を第8後方支援連隊第1整備大隊施設整備隊へ移管。
- 2015年（平成27年）3月26日：渡河器材小隊を改編。

- 2018年（平成30年）3月27日：第4施設中隊を廃止。

## 部隊編成
- 第8施設大隊本部
- 本部管理中隊「8施-本」
  - 中隊本部
  - 大隊本部班
  - 偵察班
  - 通信小隊
  - 補給小隊
  - 交通小隊
  - 渡河器材小隊：07式機動支援橋
  - 衛生小隊
- 第1施設中隊「8施-1」
- 第2施設中隊「8施-2」
- 第3施設中隊「8施-3」

## 整備支援部隊
- 第8後方支援連隊第1整備大隊施設整備隊「8後支-1-施」（川内駐屯地）：2005年（平成17年）3月28日から

## 警備隊区
薩摩川内市の1市。

## 廃止（改編）部隊
- 2018年（平成30年）3月27日廃止
  - 第8施設大隊第4施設中隊「8施-4」（川内駐屯地）：要員の一部を水陸機動団施設中隊へ異動。

## 主要装備
- 70式地雷原爆破装置
- 89式地雷原探知機セット
- 中型ドーザ
- 大型ドーザ
- グレーダ
- 掩体掘削機
- 資材運搬車
- バケットローダ
- トラッククレーン
- 軽徒橋
- 07式機動支援橋
- パネル橋
- 1/2tトラック / 73式小型トラック
- 1 1/2tトラック / 73式中型トラック
- 3 1/2tトラック / 73式大型トラック
- 89式5.56mm小銃
- 5.56mm機関銃MINIMI
- 12.7mm重機関銃M2
- 84mm無反動砲
- 110mm個人携帯対戦車弾